# Aéroport international de Kandahar
Pour les articles homonymes, voir KDH.
L'aéroport international de Kandahar (code IATA : KDH • code OACI : OAKN) est situé à 15 kilomètres environ au sud-est de la ville afghane de Kandahar. Il a été construit par les États-Unis durant les années 1960 dans le cadre du programme de l'agence américaine pour le développement international. Conçu pour pouvoir être utilisé par les forces américaines contre l'URSS, c'est finalement ce dernier pays qui l'occupa après son intervention en Afghanistan en 1979. L'aéroport fut sévèrement endommagé durant ce conflit des années 1980 puis après l'intervention américaine en octobre 2001 visant à chasser le gouvernement taliban du pays.
En 2007, l'aéroport était de nouveau reconstruit et utilisé aussi bien pour des vols civils que militaires. Depuis 2006, la plate-forme aéroportuaire est mise en œuvre par les Canadiens ainsi que d'autres forces de l'OTAN présentes sur le terrain. Il est parfois difficile de localiser l'aéroport du ciel, le jour, à cause du manque de contraste avec le sol amplifié par la poussière ou la brume habituelle. Par contre, la nuit, la piste est bien illuminée et peut être aisément repérée.

## Histoire

### Construction
La piste de Kandahar a été construite entre 1956 et 1962 par des consultants américains pour un coût de 15 millions de dollars. Présentant une grande ressemblance avec l'architecture américaine de l'époque pour ce genre d'infrastructure, l'aéroport constituait alors un point de ravitaillement en carburant pour appareils propulsés par des moteurs à piston sur les routes aériennes reliant le Moyen-Orient et l'Asie du sud-est. Mais l'arrivée d'avions à réaction tels que les Boeing 707 et autres Douglas DC-8 va conduire à marginaliser cet aéroport. Il est probable que les États-Unis envisagèrent l'utilisation de l'aéroport comme plate-forme militaire en vue d'une éventuelle confrontation avec le géant soviétique. Pendant que les premiers construisaient l'aéroport de Kandahar, l'URSS de son côté s'activait à la construction de celui de Kaboul, au nord du pays.

### L'ère soviétique
Lors de l'occupation soviétique de l'Afghanistan, le terrain est utilisé d'une façon intensive par les forces armées à la fois comme plate-forme logistique pour amener des troupes et des fournitures ainsi que comme base de départ pour des raids aériens contre les groupes de Moudjahidin.
Les combats dans la zone de Kandahar furent particulièrement intenses. Cependant, l'aéroport lui-même est resté relativement préservé, son bâtiment principal demeurant presque intact jusqu'à la fin du conflit. Seule la piste a souffert avant de subir des réparations par les Nations unies au milieu des années 1990 pour permettre les vols humanitaires. 

### L'ère des Talibans
Durant cette période de l'histoire de l'Afghanistan, l'aéroport de Kandahar a été principalement utilisé pour des vols militaires et humanitaires. Des liaisons régulières ont été mises sur pied pour les Nations unies ainsi que le Comité international de la Croix-Rouge vers et en provenance de Kaboul, Jalalabad, Herat et Peshawar (Pakistan). La compagnie nationale Ariana Afghan Airlines effectuait également des vols non réguliers de Kandahar vers le Pakistan ainsi que vers des destinations intérieures (Herat, Kaboul, Jalalabad).
L'aéroport s'est retrouvé sur le devant de la scène médiatique lors du détournement du vol 814 d'Indian Airlines en décembre 1999. Soutenus par le Pakistan, les preneurs d'otages obtiennent du gouvernement indien la libération de trois terroristes pakistanais emprisonnés en Inde en échange de celle des passagers de l'avion. 

### Opération Enduring Freedom

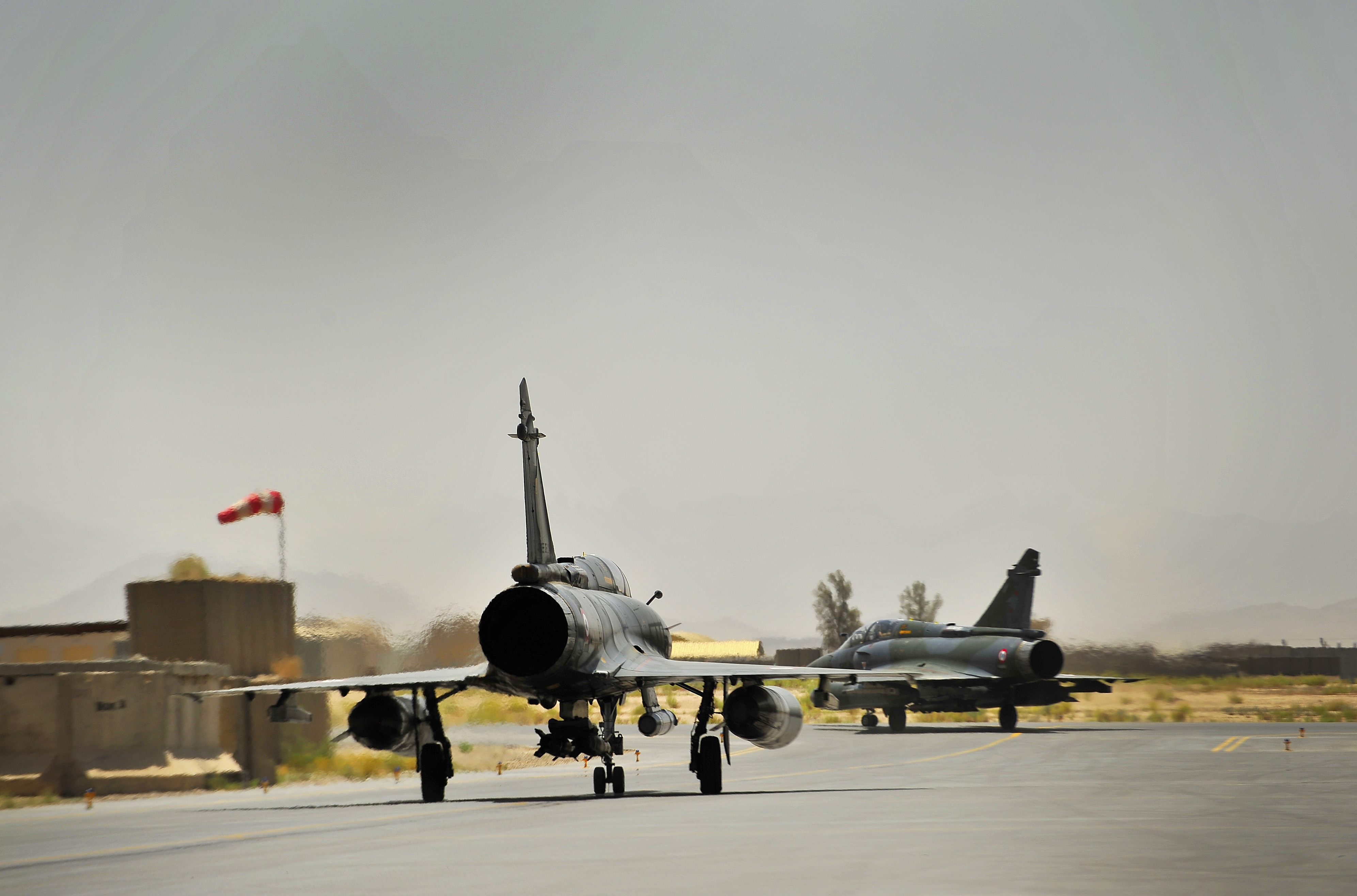
Mirage 2000D en appui des forces françaises en Afghanistan sur l'aéroport de Kandahar le 15 juin 2012.

Les troupes du corps des Marines américains prennent le contrôle de l'aéroport à la fin 2001. Depuis cette date, l'aéroport est mis en œuvre par les forces américaines. En outre, la Royal Air Force ainsi que la Royal Navy ont déployé une unité de Harrier GR7A à Kandahar afin d'assurer un support aérien aux troupes au sol. Huit appareils de combat F-16 de la Royal Netherlands Air Force ont également été déployés à Kandahar afin d'apporter le support aérien aux troupes évoluant dans le sud de l'Afghanistan à la fin 2006.
La reconstruction des infrastructures par le gouvernement afghan s'est avérée lente à la suite d'années de négligence et de dommages provoqués sous l'ère des Soviétiques puis des Talibans. Avec la remise aux afghans du terminal passager en 2005, l'aéroport est dorénavant utilisé pour des vols civils. Des vols pour le pèlerinage vers La Mecque ont eu lieu en 2006.

### Forces armées canadiennes
Avec la fermeture de Camp Julien à Kaboul le 29 novembre 2005, la majorité du personnel canadien présent en Afghanistan est regroupé dans la province de Kandahar, au sud du pays. Le Brigadier-Général David Fraser prend le commandement de la brigade multinationale depuis son quartier-général de Kandahar en mars 2006.
A la même date, le Canada met sur pied un groupe de combat devant effectuer deux rotations de 6 mois. Depuis 2007, l'aéroport est entretenu par les Nations unies sous la bannière de la Force internationale d'assistance et de sécurité (ISAF). D'autres nations participent également à l'effort militaire telles que les Britanniques qui en font une plaque tournante de leur logistique pour le sud du pays. Des avions de combat ainsi que des hélicoptères armés sont également basés à Kandahar.
Les déploiements réalisés en février 2006 portèrent les effectifs de la Task Force Afghanistan (TFA) à environ 2250 personnes. La mission de la TFA est d'améliorer la sécurité dans les zones sud du pays tout en assurant la transition entre une force multinationale menée par les États-Unis et une force sous contrôle de l'OTAN. Cette étape a été franchie pour le sud de l'Afghanistan durant l'été 2006. 

## Situation
| \| 150 km1:10 281 000 \| Bagram Kaboul Kandahar Hérat Jalalabad Kunduz Mazar-e-Charif Bâmiyân Lashkar · Gah Shindand Chaghcharan Darwaz Faïzâbâd Farah Khôst Khwahan Razer Maïmana Qala i Naw Sheberghan Sheghnan Taloqan Tarin Kôt Zarandj Ghāzīābād Panjab |
| 150 km1:10 281 000 |

## Compagnies aériennes et destinations
| Compagnies             | Destinations                                                    |
| ---------------------- | --------------------------------------------------------------- |
| Ariana Afghan Airlines | Delhi-Indira Gandhi, Dubaï, Djeddah - Roi-Abdelaziz, Kaboul     |
| Kam Air                | Dubaï, Djeddah - Roi-Abdelaziz, Kaboul, Mechhed-Shahid H. Nejad |

Édité le 26/05/2020

## Galerie

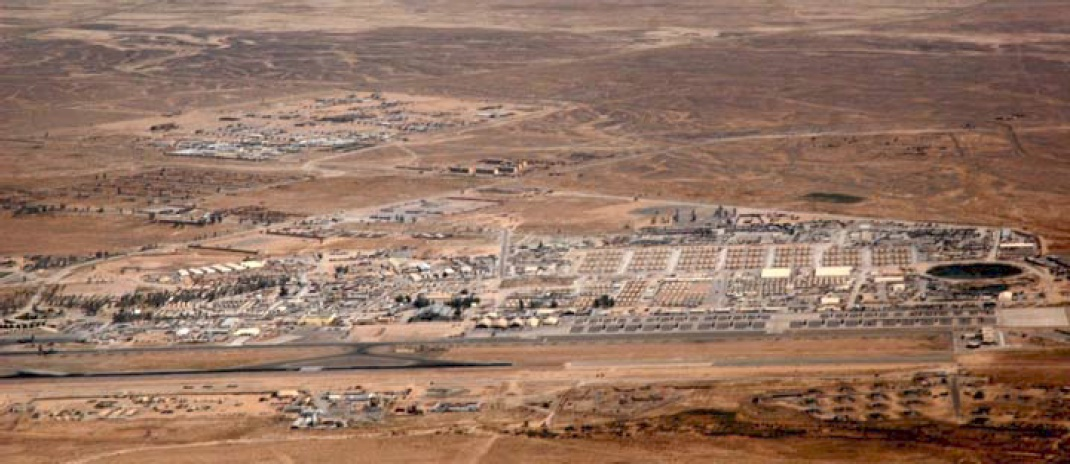
Aéroport de Kandahar au loin